# Vana-Kuuste
Vana-Kuuste {Duits: Alt-Kusthof) is een plaats in de Estlandse gemeente Kambja, provincie Tartumaa. De plaats heeft de status van dorp (Estisch: küla) en telt 234 inwoners (2021).
Vana-Kuuste heeft een station aan de spoorlijn Tartu - Petsjory.

## Geschiedenis
In 1521 werd het landgoed Kusthof voor het eerst genoemd, in 1582 het dorp Kusth. In 1789 werd Kusthof gesplitst in Alt-Kusthof (Vana-Kuuste, ‘Oud-Kusthof’) en Neu-Kusthof (Vastse-Kuuste, ‘Nieuw-Kusthof’).
Het landgoed behoorde achtereenvolgens toe aan de families Zoeged, von Liphardt, von Ungern-Sternberg en von Sivers. De laatste eigenaar voordat het landgoed in 1919 door het onafhankelijk geworden Estland werd onteigend, was Leo von Sivers.
Het landhuis van het landgoed is gebouwd rond 1800. Het is sindsdien vele malen verbouwd. Na 1919 werd de plaatselijke school in het gebouw ondergebracht. Een aantal bijgebouwen is eveneens bewaard gebleven, waaronder de zuivelfabriek, gebouwd in 1878 en nog steeds in gebruik.
Tussen 1939 en 1977 heette het dorp Kuuste; in 1977 kreeg het de naam Vana-Kuuste weer terug.
In de jaren 1834-1839 had Vana-Kuuste een landbouwhogeschool.

## Foto's

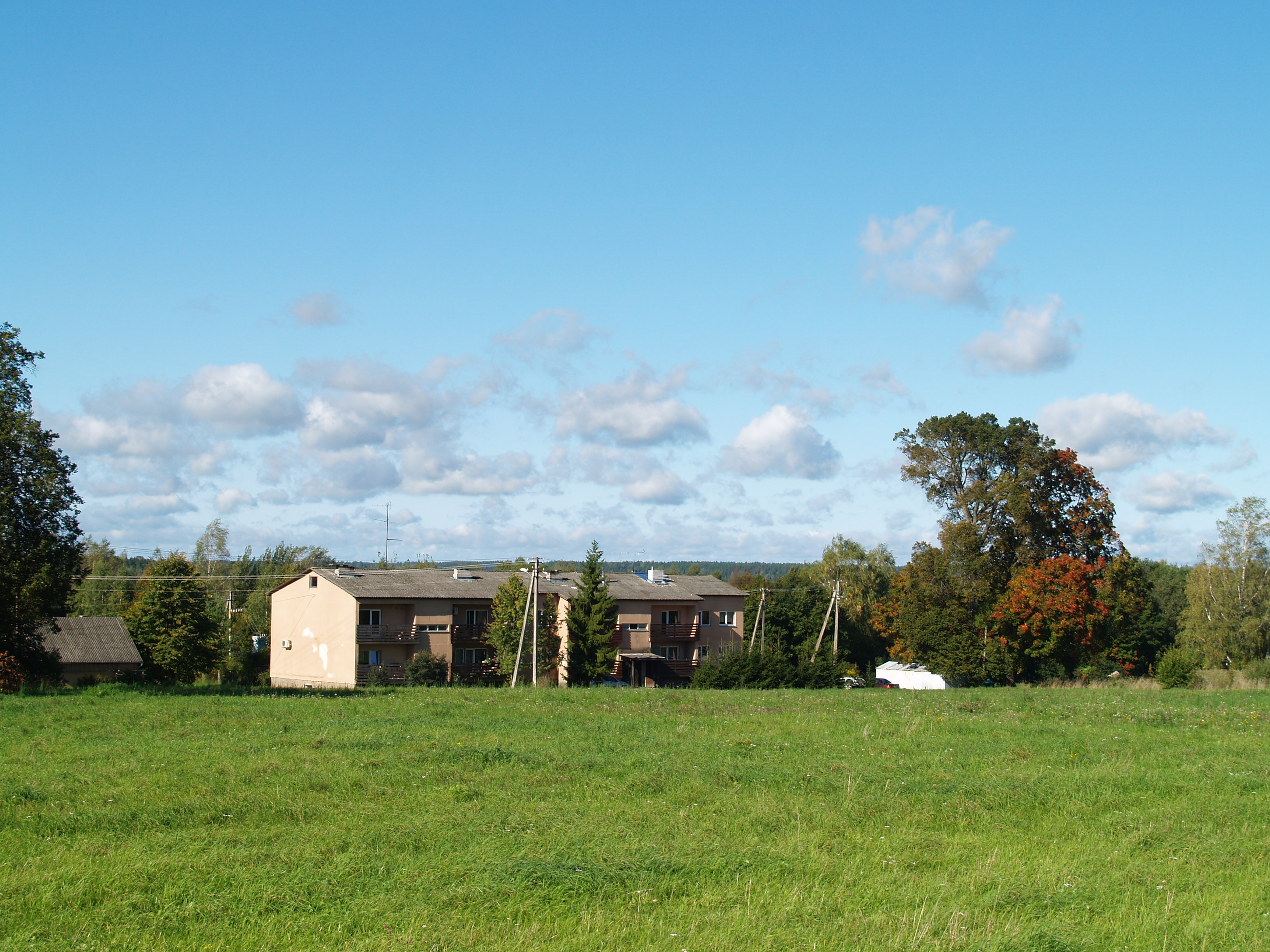
Het dorp
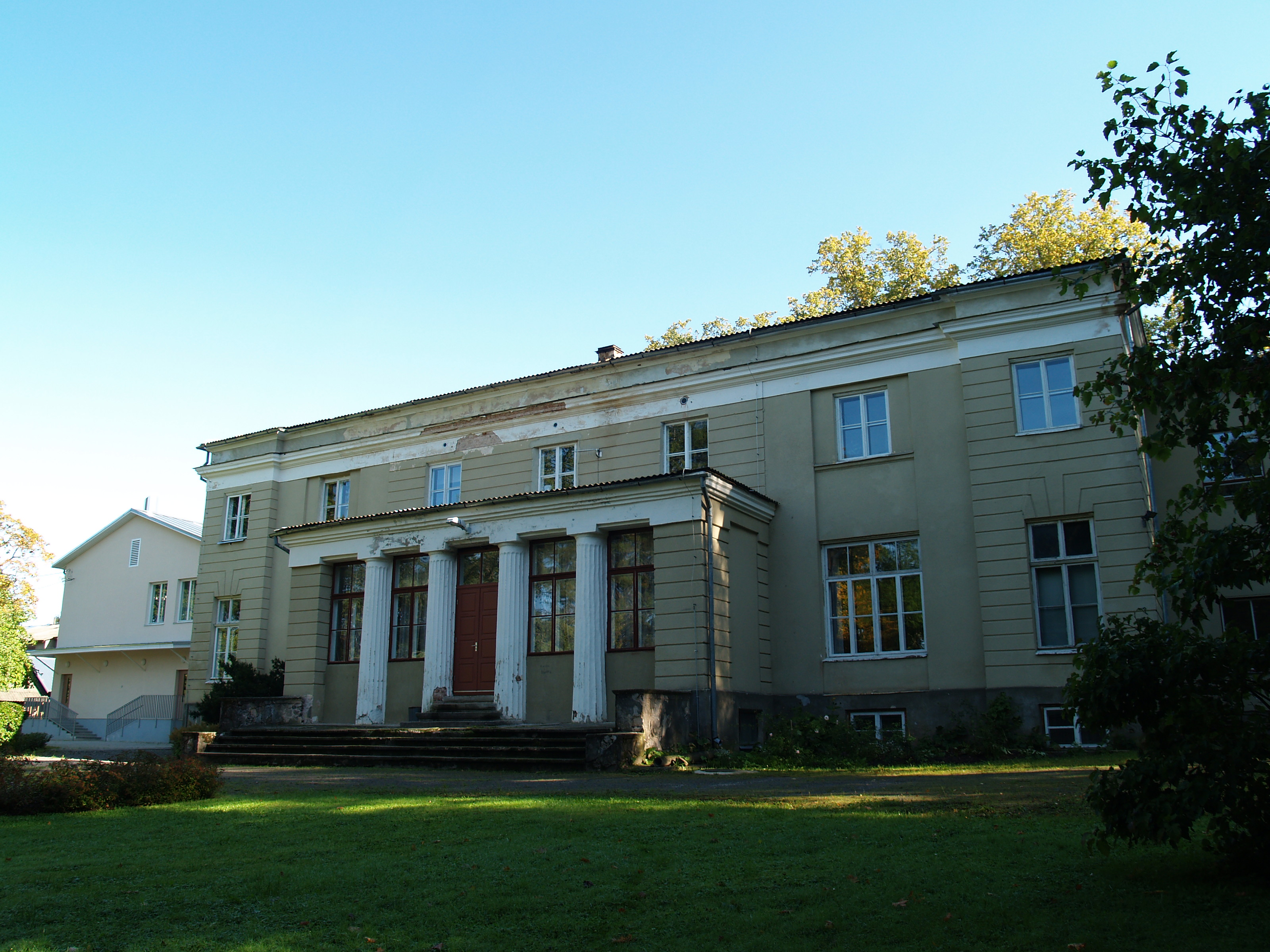
Het landhuis
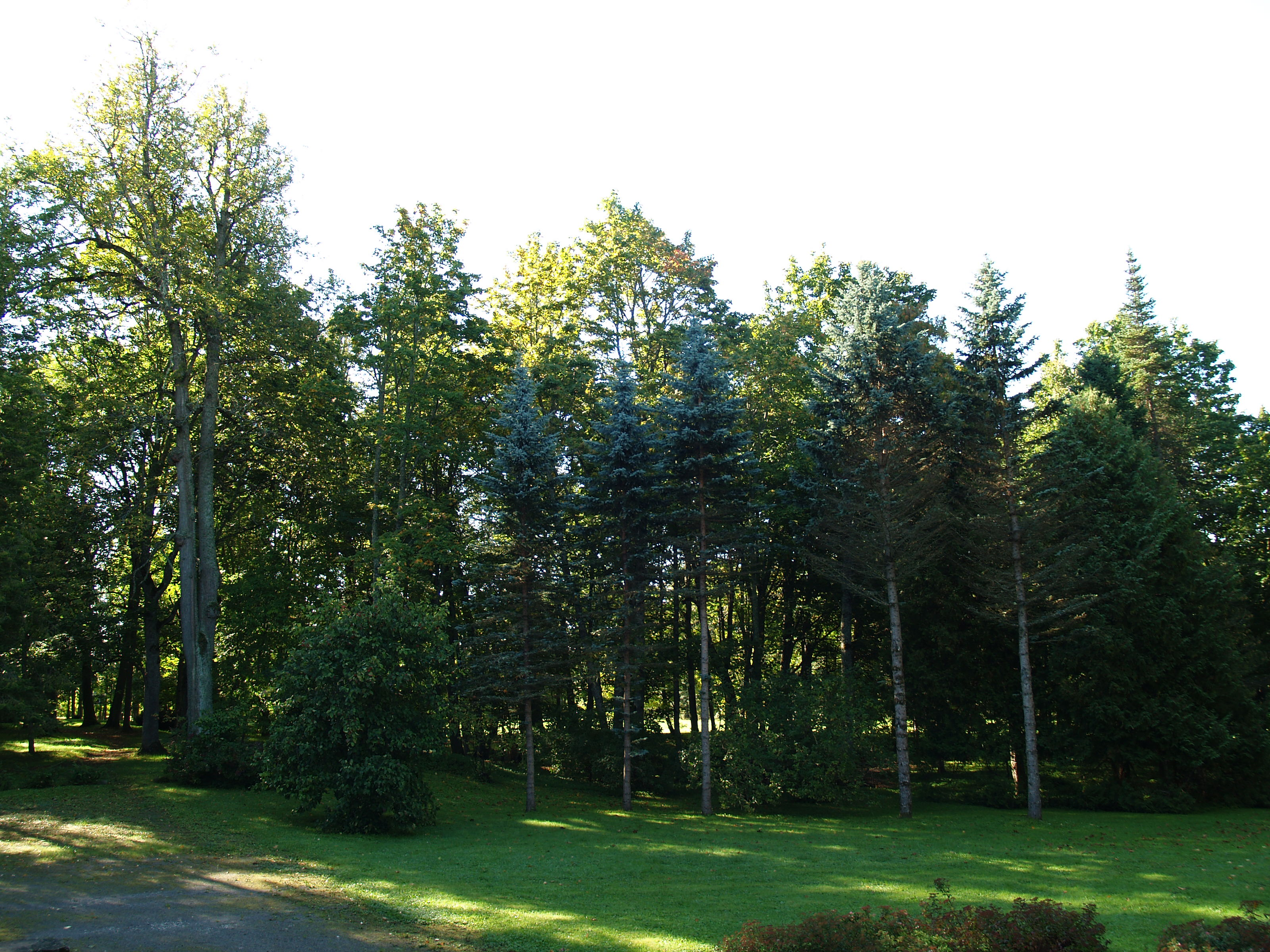
Het park bij het landhuis
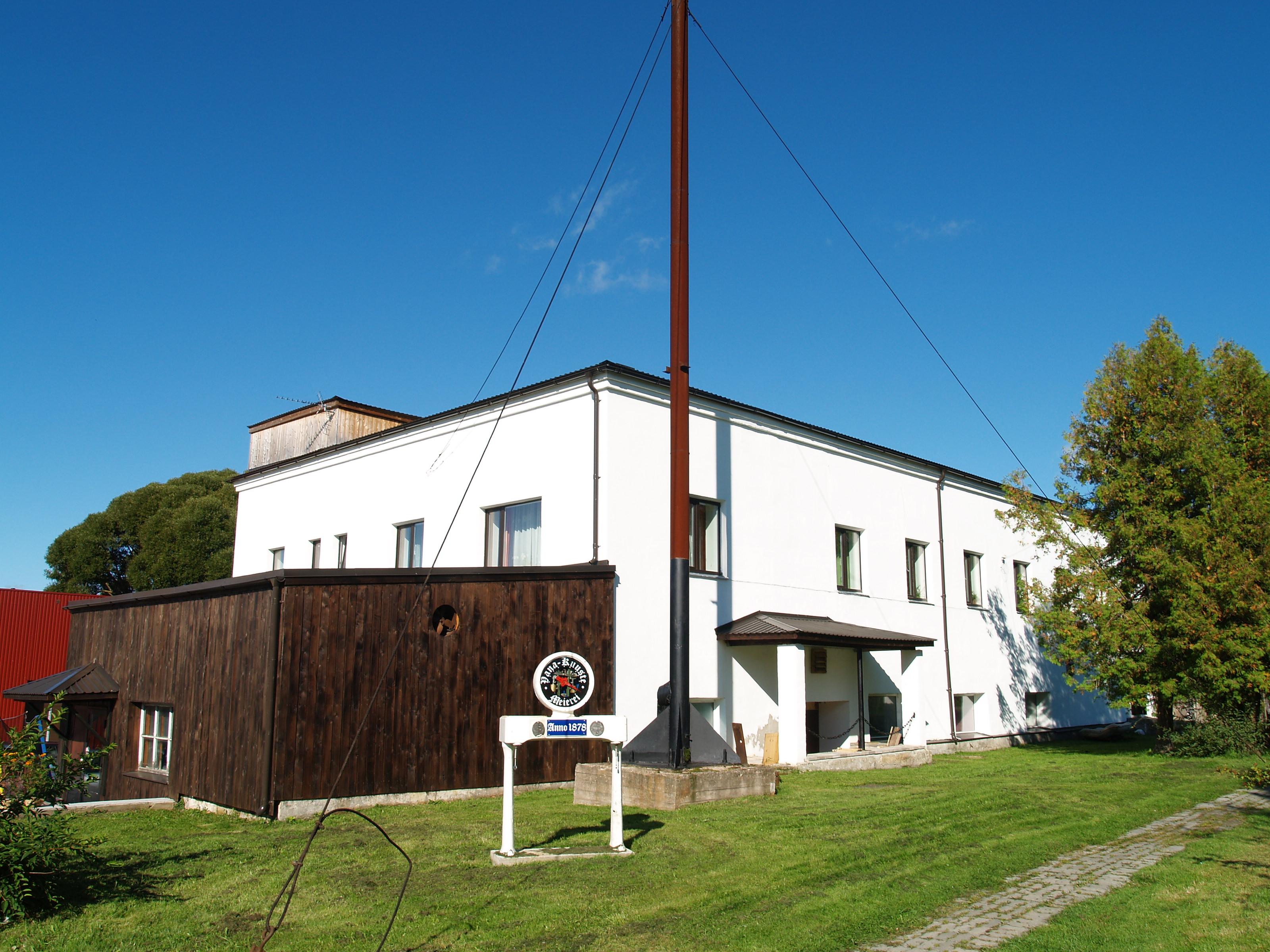
De zuivelfabriek
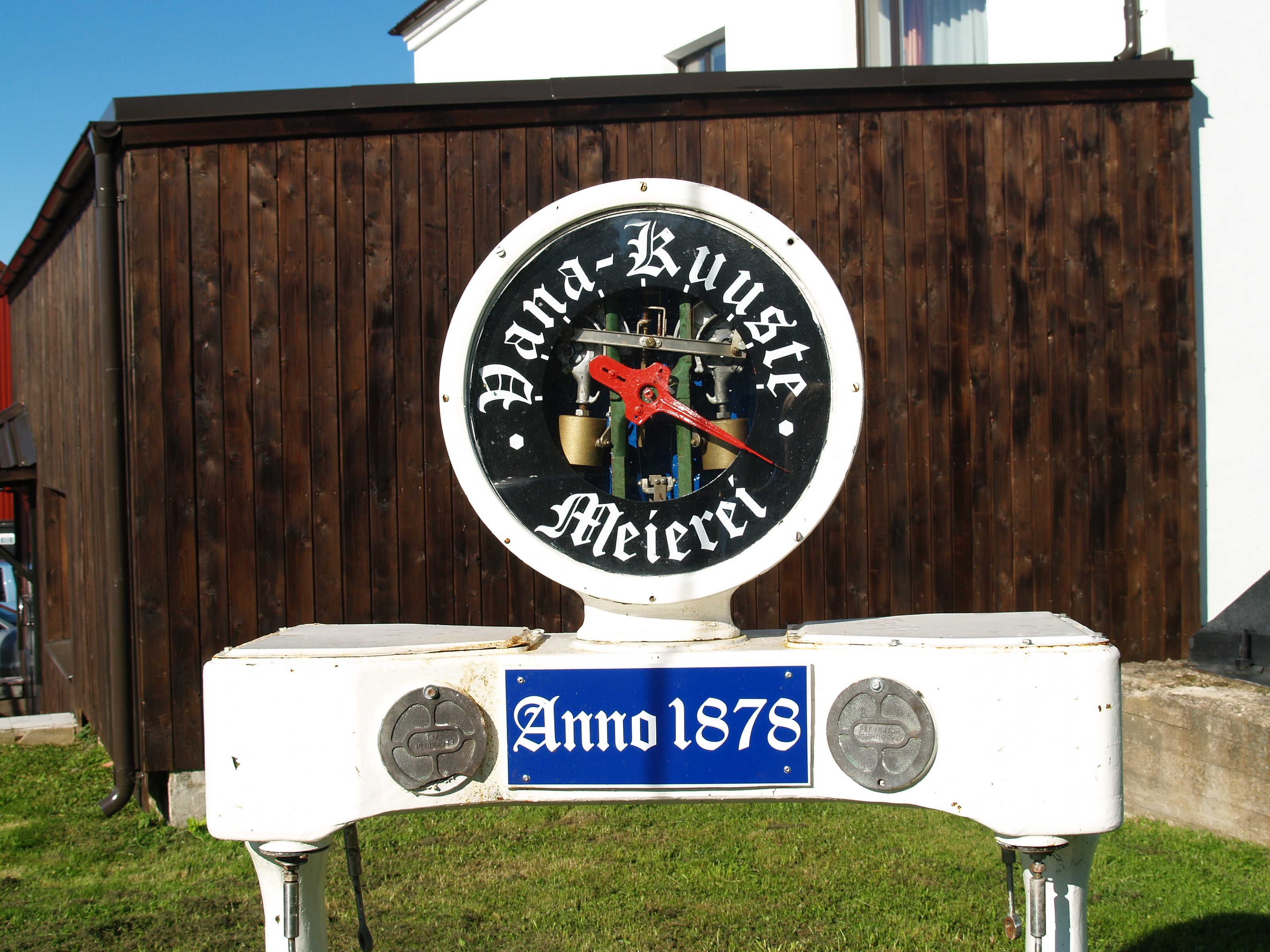
Bord bij de ingang
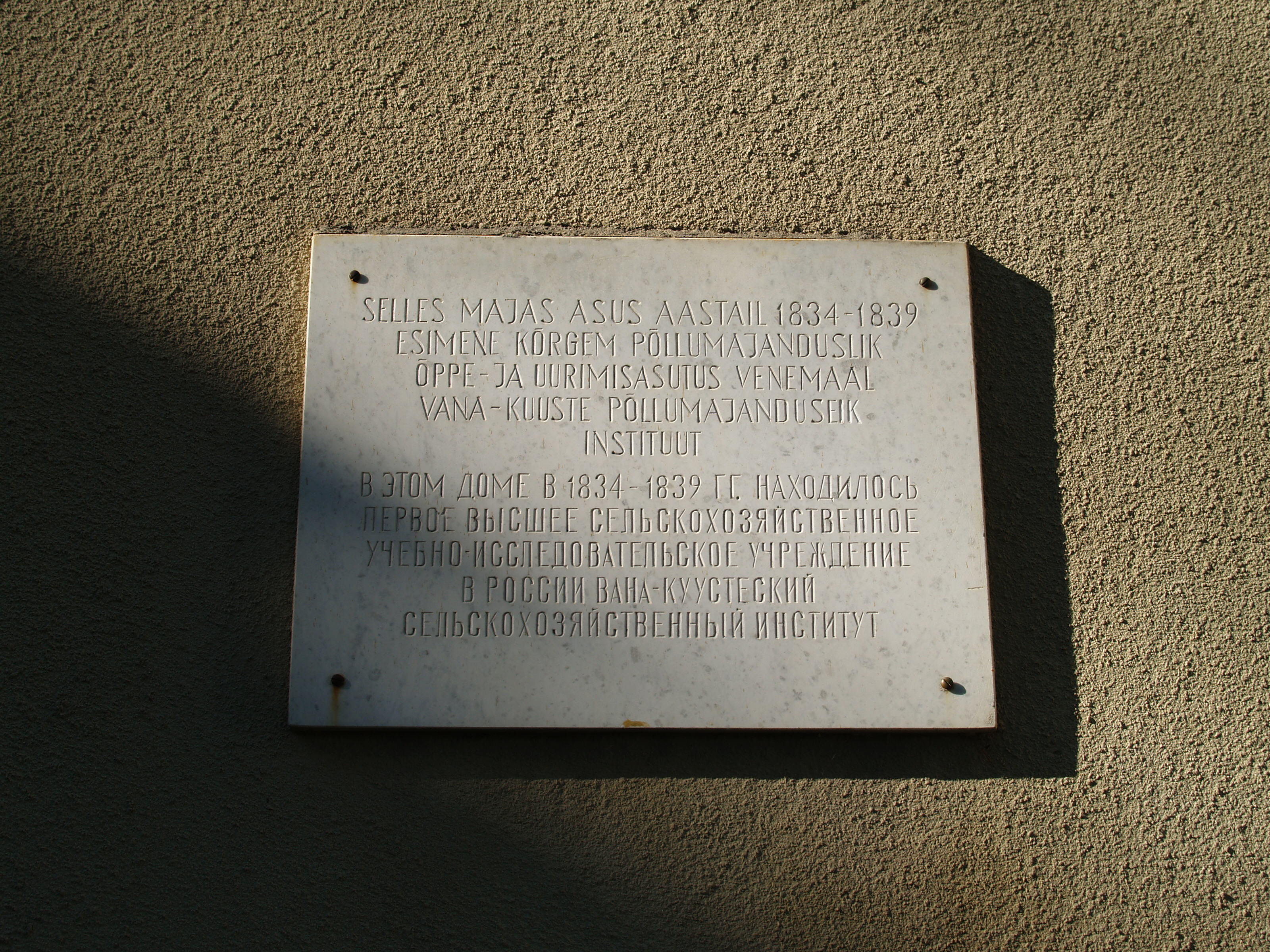
Gedenkplaat voor de landbouwhogeschool
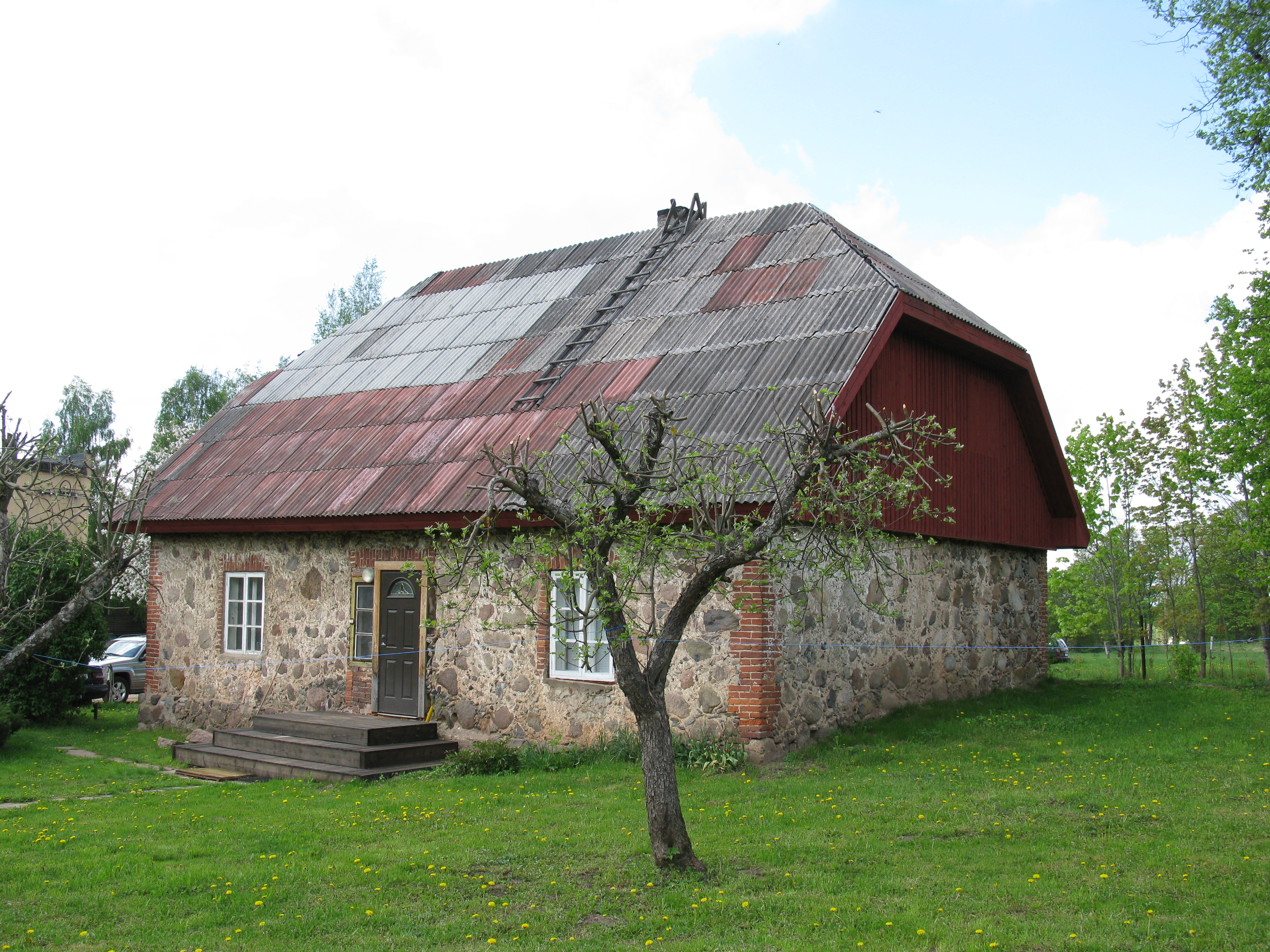
Gerechtsgebouw
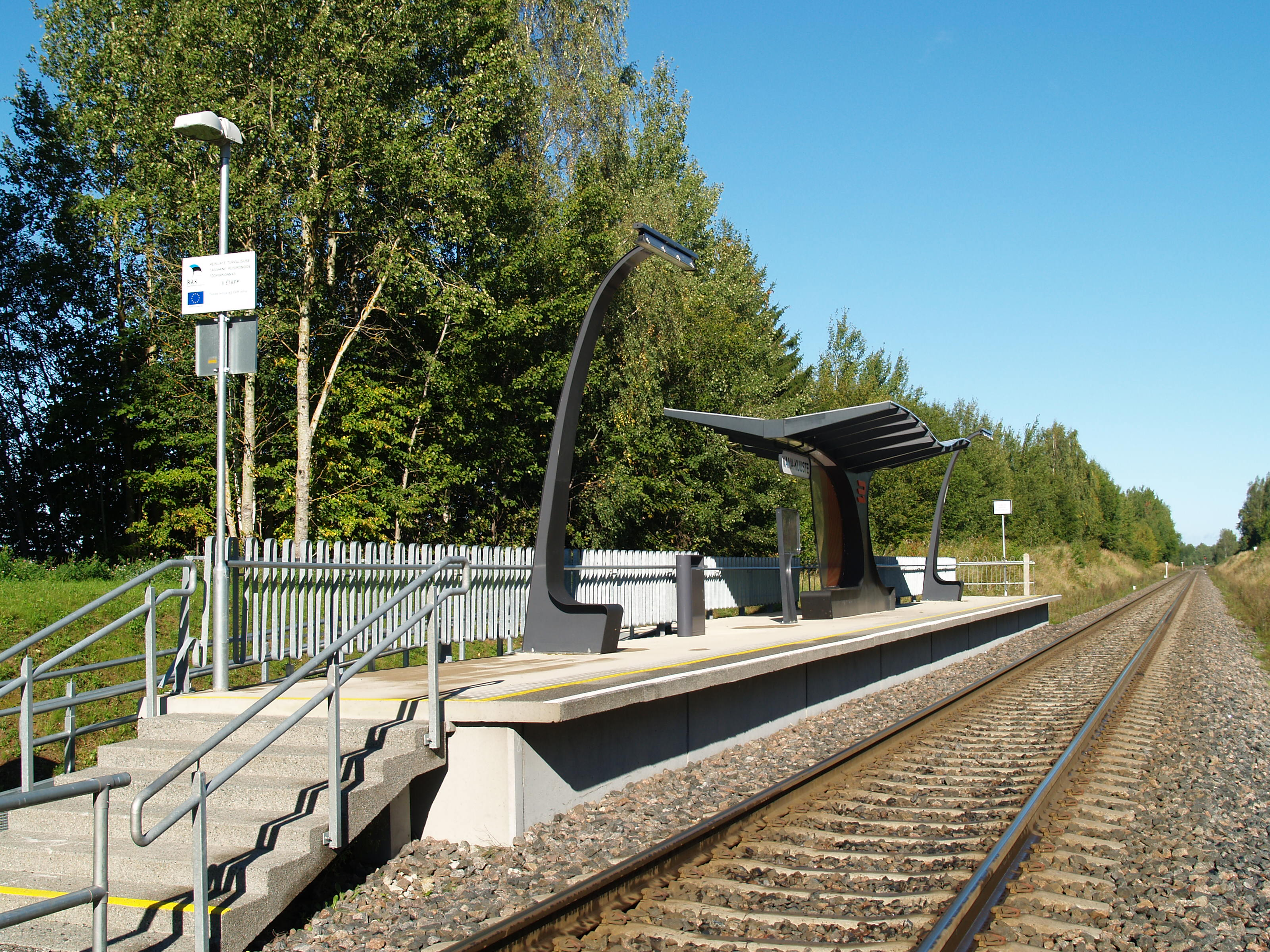
Het station